# Ридли, Николас
Николас Ридли (англ. Nicholas Ridley, ок. 1500, Южный Тайндейл, Нортумберленд, Англия  — 16 октября 1555, Оксфорд, Оксфордшир) — англиканский прелат, лондонский епископ (1550—1555), епископ Рочестерский (1549—1550), богослов. Протестантский мученик, видный деятель ранней Реформации в Англии.

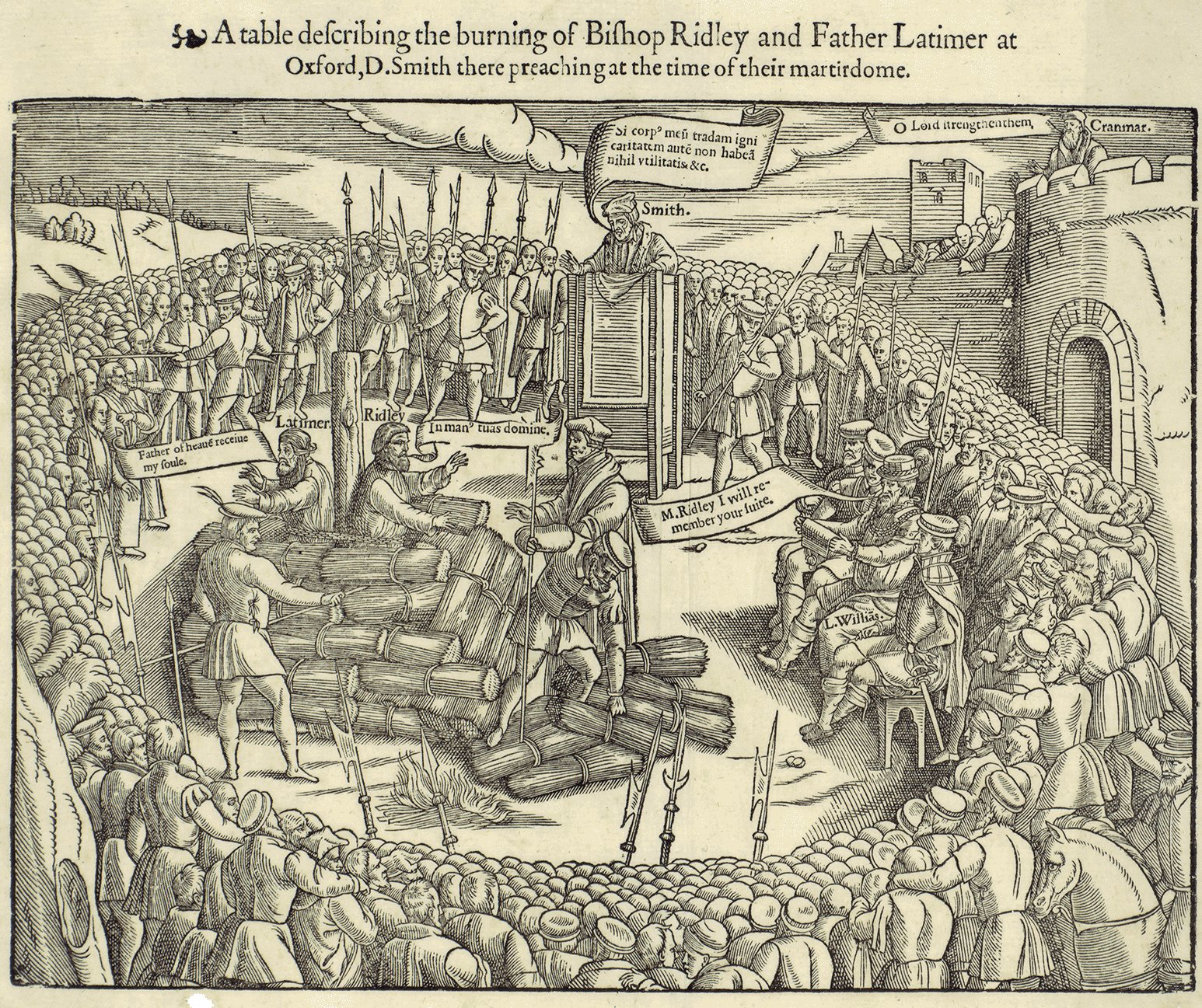
Сожжение Латимера и Ридли, иллюстрация из книги Джона Фокса Actes and Monuments (1563)

## Биография
Учился в Королевской гимназии Ньюкасл-апон-Тайн, затем в Пемброк-колледже (Кембридж). Магистр искусств.
После того, как был рукоположен, отправился в Париж, учился в Коллеже Сорбонна. Около 1529 года вернулся в Англию. С 1534 года служил в Кембриджском университете.
Обладая глубокими знаниями в области Библейской герменевтики, участвовал в споре об авторитете папы римского. С 1537 года — бакалавр богословия.
Его качества привлекли внимание Томаса Кранмера, одного из отцов английской Реформации, архиепископа Кентерберийского и вскоре он был назначен капелланом Кранмера.
В 1540 году Ридли стал капелланом короля и получил право пребенды.
Когда король Генрих VIII начал заставлять всех священников держаться католического вероучения, выразил своё несогласие.

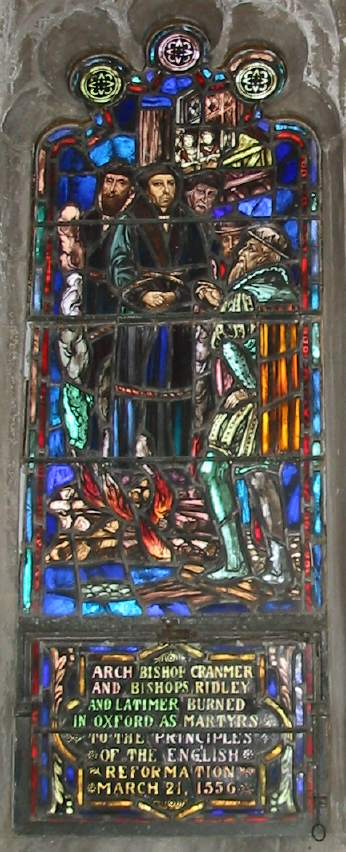
Витраж епископальной Церкви Христа, Литл-Рок, Арканзас с изображением Кранмера, Ридли и Латимера, сжигаемых на костре

С восшествием на престол Эдуарда VI в 1547 году Ридли стал активно проповедовать реформаторские учения. Одновременно с этим осуществил пересмотр учений церкви.
За успешное освещение реформаторских идей Ридли был назначен епископом Рочестерским (1549—1550), а в 1550—1555 годах — епископом Лондона. Был членом комитета составившего первый английский молитвенник.
Ситуация вновь кардинально изменилась в 1553 году, когда после внезапной смерти короля трон заняла католичка Мария Тюдор, расправившаяся с реформаторами, за что вошла в историю как «кровавая Мэри». Более 300 сторонников Реформации были убиты, одними из первых за поддержку англиканской церкви, независимой от римско-католической церкви были арестованы, заточены в Оксфорде и сожжены Хью Латимер и Николас Ридли. Вместе с Томасом Кранмером они ныне известны как Оксфордские мученики.

## Память
- В Лондоне близ Трафальгарской площади стоит памятник трём первым англиканским епископам, сожжённым при Марии Тюдор.
- Его имя носит теологический колледж, который был открыт в 1881 году в Кембридже — Ридли Холл (Кембридж).